# Valencina de la Concepción
Valencina de la Concepción is een gemeente in de Spaanse provincie Sevilla in de regio Andalusië met een oppervlakte van 25 km². In 2007 telde Valencina de la Concepción 7796 inwoners.

## Demografische ontwikkeling
Bron: INE, 1857-2011: volkstellingen